# 雷沃列多德拉托雷
雷沃列多德拉托雷，是西班牙卡斯蒂利亚-莱昂布尔戈斯省的一个市镇。总面积51平方公里，总人口164人（2001年），人口密度3人/平方公里。